# Línguas osco-úmbricas
As línguas osco-úmbricas ou sabélicas formam um subgrupo da família linguística indo-europeia da Itália continental que se desenvolveu desde a metade do primeiro milênio a.C. até os primeiros séculos do primeiro milênio d.C. Eram faladas pelos povos osco-úmbricos.

## Aspectos históricos, sociais e culturais
O osco foi uma das numerosas línguas faladas no coração da península Itálica, como o úmbrico e outros idiomas pertencentes às línguas sabinas, como o volsco, marso, équo, sabino e o piceno meridional.
Porém, também houve colônias que falavam o osco, espalhadas por lugares da Itália meridional e da Sicília. Basicamente, o osco era a língua das tribos samnitas, que foram poderosos inimigos dos romanos, os quais precisaram anos para os submeter (as guerras samnitas, que ocorreram de 370 a.C. a 290 a.C.).
Estas línguas são conhecidas por algumas centenas de inscrições que se situam entre 400 a.C. e o século I. Em Pompeia há numerosas inscrições oscas, como as dedicatórias nos edifícios públicos e nos sinais indicadores.
O úmbrico começou um processo de declínio quando os umbros foram submetidos pelos romanos, o processo de romanização levou ao seu desaparecimento. De todas as línguas osco-úmbricas é a melhor conhecida, graças sobretudo às Tábuas Eugubinas.

### Distribuição
Era falada no Sâmnio e na Campânia, em parte da Lucânia e da Brúcia, assim como pelos mamertinos na colônia siciliana de Messana (Messina).

## Classificação
Os idiomas ou dialetos osco-umbros dos quais se conservam testemunhos são:
- A língua osca, falada na região centro meridional da península italiana, aos quais são considerados particularmente próximos, os seguintes dialetos:
  - o marrucino;
  - o peligno;
  - o sabino, que foi absorvido pelo latim.
- o úmbrico (não confundir com o dialeto úmbrico atual), falado na região centro setentrional da península. Os dialetos mais próximos do úmbrico são:
  - o volsco;
  - o piceno;
  - o marso.

Os dialetos também são denominados dialetos sabélicos, os seguintes não puderam ser associados nem ao úmbrico nem ao osco, por falta de testemunhos:
- - o vestino;
  - o ernico;
  - o équo.

## Descrição linguística
As línguas osco-úmbricas são línguas flexivas fusionantes com cerca de 5 casos morfológicos diferentes no singular, similares aos do latim.